# Barranc de la Pera
El barranc de la Pera és un barranc del Pallars Sobirà, que neix al vessant est de la Serra d'Aurati, just al costat de les Bordes de Manaut i desemboca a la Noguera de Cardós.